# Пятка (село)
Пя́тка (укр. П'ятка) — село в Житомирском районе Житомирской области Украины. Ранее входило в состав Чудновского района. Административный центр Пятковского сельскго совета.

## История

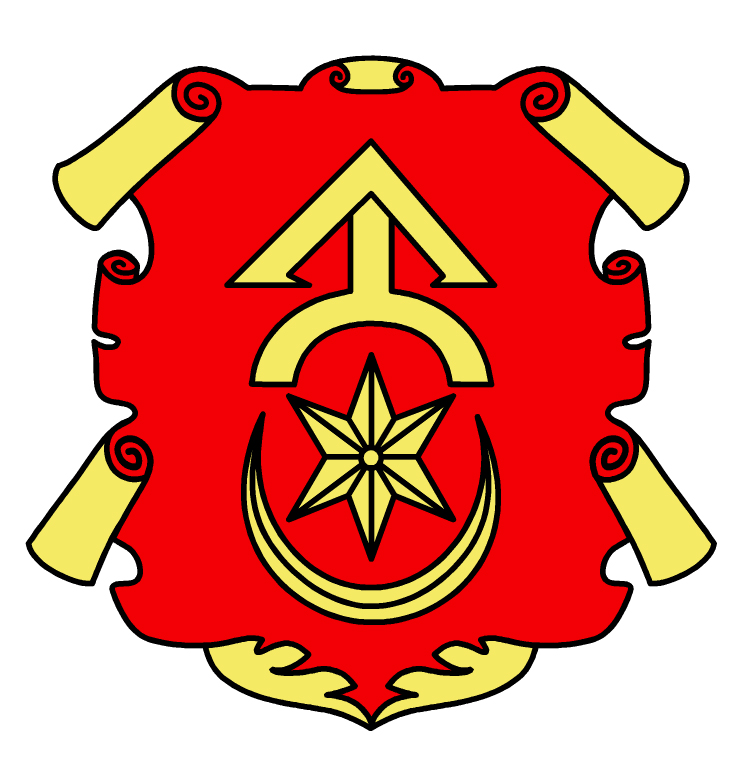
Исторический герб Пятки

- 1593 — битва под Пяткой между повстанцами под предводительством Криштофа Косинского и польскими войсками под предводительством Константина Острожского.[1]
- 1660 — упоминание Пятки в «Дневнике» Патрика Гордона в связи с событиями русско-польской войны 1654—1667 (боевые действия поляков и татар против войск боярина В. Б. Шереметева и гетмана Юрия Хмельницкого).[2]

Являлось центром Пятковской волости Житомирского уезда Волынской губернии Российской империи.

## Адрес местного совета
13222, Житомирская обл., Чудновский р-н, с. Пятка, ул. Ждановского, 15